# Mark Stuart
Mark Eugene Daniel Stuart, född 27 april 1984 i Rochester, Minnesota, är en amerikansk professionell ishockeyback som spelar för det kanadensiska ishockeylaget Winnipeg Jets i NHL.
Stuart blev valdes av Boston Bruins som 21:e spelare totalt i 2003 års NHL-draft och gjorde debut för Bruins under säsongen 2005–06. 